# Forza Street
Forza Street è un simulatore di guida, spin-off della serie principale Forza, progettato per dispositivi mobili.
Il gioco, sviluppato da Electric Square e pubblicato da Microsoft Game Studios, venne originariamente distribuito esclusivamente per Windows 10 con il titolo Miami Street l'8 maggio 2018.
Quasi un anno dopo, il 15 aprile 2019 venne riedito sempre per Windows con il titolo Forza Street e venne reso disponibile dal 5 maggio 2020 anche per iOS e Android. Durante lo sviluppo venne annunciata anche una versione per Nintendo Switch, rimasta però inedita.
Forza Street rappresenta un nuovo modo di giocare ai giochi della serie, pur mantenendo intatti i capisaldi del franchise: correre e collezionare auto.

## Trama
Il protagonista è un pilota emergente nella scena delle corse a Miami e dovrà affrontare quattro campioni delle rispettive categorie Street, Muscle, Super e Sports.

## Contenuti

### Eventi
Il gioco presenta sempre lo stesso tipo di gara: cinematografica e con gameplay molto semplice.
Gli eventi sono suddivisi in quelli della carriera (divisi in 3 episodi), quelli contro i rivali, quelli esclusivi per un’auto e quelli potenziamento.

### Automobili
Sono presenti diverse vetture e tutte si suddividono nelle categorie Super, Street, Sports e Muscle. A loro volta, nelle singole categorie le auto si suddividono in tre tipi: Modern, Retro e Classic.
Le auto, poi, si basano su un sistema di stelle: più stelle ci sono (fino a un massimo di 5), più personalizzazione estetica sarà possibile. Per aumentare di stelle, bisognerà vincere la stessa auto (doppione) più volte presso i pacchetti di carte o negli eventi.
I potenziamenti delle auto, invece, si basano su nove livelli che a loro volta sono suddivisi in 5 sub-livelli. Per potenziare le automobili, è necessario completare gli eventi potenziamento o vincere auto doppioni.

## Produzione e sviluppo
È stato "annunciato" per la prima volta all'E3 2016, quando Ralph Fulton, creative director dei Forza Horizon e Dan Greenawalt, creative director del franchise Forza, hanno confermato che un terzo gioco della serie Forza era in produzione.
Successivamente il gioco è comparso sul Microsoft Store già nel 2018 col nome di Miami Street.
In seguito a un link "sbagliato" in una Forza Week in Review, articolo settimanale che riferisce le novità relative al mondo di Forza, in cui veniva annunciato il gioco, qualche settimana dopo Turn 10 Studios e i Microsoft Game Studios annunciano Forza Street e i suoi nuovi sviluppatori Electric Square.
Il gioco entra in una fase beta su Microsoft Windows con il nome di Forza Street, prima di approdare definitivamente su Android e iOS.
Con una lettera diretta ai fan del gioco, sul sito ufficiale di supporto di Forza Street, un esponente di Turn 10 Studios annuncia novità per il gioco e l'affiancamento nello sviluppo di un'altra casa di sviluppo, Frima Studio.
Infine, nel gennaio 2022, con un comunicato tramite il sito ufficiale Forza di supporto, gli sviluppatori annunciano che, dalla primavera dello stesso anno, il gioco chiuderà i server definitivamente e sarà ritirato dagli store online.

## Aggiornamenti

### American Muscle
Il primo aggiornamento ha visto l'introduzione di cinque nuove Muscle Car e altrettanti eventi per vincerle.

### McLaren
Il secondo aggiornamento ha introdotto cinque nuove McLaren e nuovi eventi.

### Alfa Romeo
Il terzo aggiornamento porta con sé cinque nuove Alfa Romeo da aggiungere al proprio garage.

### Hot Wheels
Il quarto aggiornamento arriva insieme a una lettera di Turn 10 Studios in cui il Design Director dello studio stesso afferma che al principale team di sviluppo vi se ne è aggiunto un altro, Frima, per migliorare la qualità e la frequenza dei contenuti rilasciati. Nella lettera vengono anticipate alcune delle principali novità che arriveranno nel corso del 2021 con futuri aggiornamenti e le maggiori aree di focus dello sviluppo. Come novità all'interno del gioco troviamo invece tre nuove Hot Wheels da aggiungere al proprio garage oltre a una nuova serie di eventi esclusivi.

### Mercedes-AMG
Il quinto aggiornamento introduce alcune novità: la Mercedes-AMG GT-R, da ottenere tramite un evento di gioco, e il tachimetro, ora disponibile in tutte le gare.

### Resa dei conti anni 80
Questo aggiornamento include la DeLorean DMC-12 e nuovi eventi insieme a un nuovo sistema di ricompense giornaliere.

### Aston Martin
Forza Street introduce 5 nuove Aston Martin da collezionare.

### Porsche
L'aggiornamento Porsche vede l'introduzione nel gioco della Porsche 996 GT1, corregge un problema relativo alla difficoltà delle gare e riaggiunge la DeLorean all'interno delle auto sbloccali.

### Resa dei conti Summer Muscle
Aggiornamento che include la Chevrolet Camaro Z28 del 1979, una nuova modalità per raccogliere i potenziamenti per le proprie auto, denominata Car Show, nuove informazioni dettagliate circa la propria collezione auto e corregge alcuni bug relativi alla modalità Rivali.

### Rivali
Aggiornamento minore mirato ad espandere la modalità rivali con più eventi e ricompense e a risolvere alcuni bug relativi al regolamento per le auto ammesse negli eventi stessi.

### Audi
Questo nuovo aggiornamento introduce 5 nuove Audi, tra cui la 2016 Audi R8 V10 plus, corregge dei bug relativi alla nuova modalità Car Show e migliora la visibilità e la navigazione delle mappe all'interno degli eventi.

### Aggiornamento finale Gennaio 2022
Come riportato anche sul sito ufficiale di supporto del gioco, questo ultimo aggiornamento introduce un'ultima auto, la 2013 Lamborghini Veneno, nuovi eventi spotlight per vincere le ultime auto per la propria collezione, abbassa i prezzi nello store in-game, blocca tutte le microtransazioni e annuncia la chiusura ufficiale dei server di gioco nella primavera dello stesso anno.

## Accoglienza
Dopo il suo annuncio, Forza Street è stato pesantemente criticato per il suo gameplay eccessivamente semplicistico, il suo sistema energetico che limitava lo stile di gioco e l'utilizzo delle microtransazioni, tanto che i critici definirono Street come una macchia sul marchio Forza altrimenti ben considerato.